# Chris Liebing
Christoph (Chris) Liebing (Gießen, 11 december 1968) is een Duitse dj en producent van techno uit Frankfurt.
Hij koppelt funky ritmes aan keiharde doorstampende beats en creëert zo een eigen industriële sound, ook wel "schranz" genoemd. Schranz wordt ook wel gerelateerd aan geweerschoten en kanonsalvo's; het publiek voelt zich een soort leger dat een opmars houdt. Schranz is een vorm van hard-techno en is kenmerkend door het hoge aantal BPM en rauwe geluiden en melodieën.

## Verleden

### Start carrière
In 1990 begon Chris Liebing met draaien in de omgeving van Gießen en een jaar later stond hij vast geprogrammeerd in de lokale club 'Red Brick'. In die tijd draaide Liebing voornamelijk hip-hop, pop en house. In 1994 hebben Liebing en collega DJ André Walter hun eerste release Global Ambition. Een jaar later gaat Liebing werken als administrateur bij Eye Q Records, dat opgericht is door Sven Väth. Hij krijgt daar veel bruikbare connecties in de scene die hij later zou gebruiken voor zijn carrière.

### Doorbraak
In 1996 vertrok hij weer bij Eye Q Records en begon hij zijn eigen label Fine Audio Recordings, dat werd ondergebracht bij de Under Cover Music Group. Het label bracht uiteindelijk 17 tracks uit, waaronder de nummers 'Audio 07' en 'Audio 11', waarmee Liebing zichzelf internationaal in de kijker speelde. Tegelijkertijd had hij zijn eerste eigen radioshow Evosonic Update op het radiostation Evosonic. In zijn programma besprak hij de laatste platen en de aankomende feesten. In 1999 werd de frequentie van het radiostation opgeheven, wat ook direct het einde betekende voor Evosonic Update.
Chris Liebing ging uiteindelijk weg bij de Under Cover Music Group, waardoor hij ook zijn eigen label moest achterlaten. Zijn boekingen liepen voortaan via Sven Väth's Cocoon in Frankfurt. Om toch zijn eigen muziek uit te kunnen brengen, richtte hij de labels CLR en 'CLAU' op. Samen met André Walter richtte hij Stigmata op.
Op 3 augustus 2000 kreeg hij samen met Pauli Steinbach wederom zijn eigen radioprogramma, onder de naam 'Pitch Control'. Op het radiostation 'HR XXL' kreeg hij elke donderdagavond twee uur zendtijd.

### Top DJ
Binnen zijn genre is Chris Liebing inmiddels een gevestigde naam geworden. Hij richt het label 'CLRetry' op, uitsluitend voor remixen. Grote namen als Gaetano Parisio, Adam Beyer, Steve Rachmad, Speedy J, Ben Sims en DJ Rush remixten de nummers van Liebing op dit label.
Eind 2001 wint hij bij de 'German Dance Awards' de prijs voor de beste nationale producent en de beste compilatiemix. Even later gaat hij weg bij Cocoon. Zijn eigen CLR regelt voortaan de boekingen.
Op 10 juni 2003 komt na lang werken zijn eerste artiestenalbum 'Evolution' uit. In dat jaar wint hij bij de German Dance Awards de prijs voor 'beste nationale DJ', ondanks hevige concurrentie van Paul van Dyk en Sven Väth. In november 2004, tijdens de top 100 verkiezing voor populairste DJ door het toonaangevende DJ Mag, is Chris Liebing de hoogste stijger met 65 plaatsen en eindigt hij op plaats 23.
Na meer dan twintig releases met diverse live-cd's van Liebing zelf op het CLR-label, richt hij begin 2008 een nieuw label op, genaamd Spinclub Recording. De eerste release, 'Chris Liebing presents Spinclub at Space, Season 2 – the complete collection' is een dubbel-cd met dvd. Vanaf maart dat jaar brengt het label elke maand een track uit.
In april brengt Liebing op het CLR-label met 'Chris Liebing presents Selected Remixes' een overzicht van zijn werk en de remixen daarvan van de afgelopen 10 jaar.
In 2018 verschijnt het album Burn Slow, waarop hij samenwerkt met artiesten als Polly Scattergood, Cold Cave en Gary Numan. Dit album is een co-productie met Ralf Hildenbeutel.